# IC 380
IC 380 је спирална галаксија у сазвјежђу Еридан која се налази на листи објеката дубоког неба у Индекс каталогу.
Деклинација објекта је - 12° 55' 38" а ректасцензија 4h 31m 41,3s. Привидна величина (магнитуда) објекта IC 380 износи 14,6 а фотографска магнитуда 15,4. IC 380 је још познат и под ознакама MCG -2-12-34, DRCG 10-75, PGC 15398.